# Tautoneura dubiosa
Tautoneura dubiosa är en insektsart som beskrevs av Irena Dworakowska 1981. Tautoneura dubiosa ingår i släktet Tautoneura och familjen dvärgstritar.
Artens utbredningsområde är Nepal. Inga underarter finns listade i Catalogue of Life.